# فرودگاه مرزی کوروناچ/اسکوبی
فرودگاه مرزی کوروناچ/اسکوبی (به انگلیسی: Coronach/Scobey Border Station Airport) یک فرودگاه همگانی بهره‌برداری هوایی است که یک باند فرود چمن دارد و طول باند آن ۱۰۱۵ متر است. این فرودگاه در کشور کانادا قرار دارد و در ارتفاع ۷۶۲ متری از سطح دریا واقع شده‌است.